# Puitika
En la mitología persa Puitika es un mar opuesto al Vurukasha. Es el vertedero de las impurezas y aguas corrompidas. Era una especie de vasto laboratorio en el que las suciedades se desprendían de los objetos en que se hallaban infestados por ellas.
Las aguas, una vez purificadas, salían de él y se precipitaban en el Vurukasha. Según la tradición, ambos mares estaban separados por una distancia muy corta. Ambos representaban, probablemente, aguas de la tierra Eránica; pero las contradicciones que se notan en las leyendas persas hacen que no se les pueda asignar un lugar en el mapa de Asia.